# Batalla de Magnano
En la Batalla de Magnano (5 de abril de 1799), un ejército austríaco comandado por Paul Kray derrotó a un ejército francés dirigido por Barthélemy Schérer. En batallas posteriores, los austriacos y sus aliados rusos expulsaron a los franceses de casi toda Italia. Esta acción se libró durante la Guerra de la Segunda Coalición, parte de las Guerras Revolucionarias Francesas.

## Antecedentes
Después del Tratado de Campo Formio, solo Gran Bretaña permaneció en guerra con la Primera República Francesa. Sin embargo, una dura y adquisitiva política exterior de Francia pronto provocó a Austria y Rusia, y condujo a la formación de la Segunda Coalición.
En Suiza, las hostilidades entre Francia y Austria comenzaron a principios de marzo de 1799. En Alemania, los austriacos ganaron la batalla de Stockach el 25 de marzo. Al día siguiente, se produjeron enfrentamientos a lo largo del río Adigio entre las fuerzas del General de División Schérer y el Teniente Mariscal de Campo Kray. En la Batalla de Verona, los franceses obtuvieron una victoria en Pastrengo, además libraron una batalla que acabó sin un ganador en las cercanías de Verona, pero los austriacos lograron cruzar el Adigio en Legnago. Para defender Verona, Kray concentró su ejército en sus inmediaciones. El ejército de Schérer miraba al norte hacia Verona, con la fortaleza de Mantua controlada por los franceses al suroeste. El general francés consideró cruzar el Adigio por debajo de Verona para flanquear a Kray, pero las fuertes lluvias frustraron su plan. El 5 de abril, los dos ejércitos se enfrentaron en un campo empapado por la lluvia cerca de la aldea de Magnano, al sur de Verona.

## Batalla
Schérer desplegó a 41.000 soldados de las divisiones de los Generales de División Joseph Hélie Désiré Perruquet de Montrichard, Claude Perrin Victor, Jacques Maurice Hatry, Antoine Guillaume Delmas de la Coste, Jean-Mathieu-Philibert Sérurier y Paul Grenier. El ejército total francés incluía a 6.800 jinetes unidos a las divisiones. El ejército de 46.000 hombres de Kray incluía su propia división y las divisiones de los Tenientes Mariscales de Campo Karl Mercandin, Michael Fröhlich, Konrad Valentin von Kaim y Johann Zoph.
Schérer envió a las divisiones de Víctor y Grenier a atacar por la banda derecha. Jean Victor Marie Moreau lideró las divisiones de Hatry y Montrichard para atacar en el centro. La división de Serurier en el flanco izquierdo atacó al noroeste de Villafranca para proteger el flanco de Moreau. Delmas, con la reserva, marchó hacia adelante para llenar el espacio que se abría entre el flanco derecho francés y Moreau, mientras este último avanzaba hacia el norte.
Debido a que Kray avanzó al mismo tiempo que los franceses, Magnano se volvió un campo de batalla inminente e inesperado. El comandante austríaco nombró a Mercandin para dirigir la columna izquierda, Kaim para dirigir la columna central y Zoph para comandar su columna derecha. El Mayor general Príncipe Friedrich Franz Xaver de Hohenzollern-Hechingen lideró una división de reserva a la derecha, mientras que Kray contuvo una segunda división de reserva bajo el mando del general mayor Franz Joseph, Marqués de Lusignan.
En el flanco este, Víctor y Grenier derrotaron al Mercandin, al superarlo en número, terminando este muerto en el combate. Avanzaron hacia el norte, hacia Verona. Kray comprometió la reserva de Hohenzollern para ayudar a la división del flanco derecho de Zoph. Serurier se enfrentó en una lucha de ida y vuelta durante todo el día, logrando finalmente su objetivo. Moreau hizo retroceder a los austriacos en su frente, pero no logró un éxito notable. Delmas llegó tarde, pero logró enfrentarse a Kaim y lo obligó a regresar.
Un historiador escribió: "Schérer entró en esta batalla sin formar una reserva y, por lo tanto, no pudo reaccionar a las crisis y las oportunidades de manera efectiva". En este punto de la acción, los ataques divergentes de Schérer habían extendido a sus tropas a lo largo de un amplio frente. Kray lanzó la reserva de Lusignan en el ala derecha francesa. Este ataque envió a Víctor y a Grenier tambaleándose de vuelta hacia el sur y abrió una gran brecha en la línea de batalla francesa. Kray envió tropas contra el flanco derecho expuesto de Delmas y también lo hizo retroceder. Durante una desordenada retirada, los austriacos lograron cortar y capturar una de las demi-brigadas de Víctor.

## Resultado
Los franceses perdieron a 3.500 hombres entre muertos y heridos, incluido el General de Brigada Jean Joseph Magdeleine Pijon, que resultó herido de muerte. Además, los austriacos capturaron a 4.500 soldados, 18 cañones, 40 vehículos y siete estandartes. Los austriacos sufrieron 4.000 bajas entre muertos y heridos, más 2.000 capturados. Mercandin y el general mayor Johann Kovacsevich fueron asesinados. Después de la derrota francesa, Schérer se retiró al río Adda, abandonando varias líneas fluviales aún defendibles. La ciudad de Brescia cayó el 21 de abril. A finales de abril, el desacreditado Schérer cedió el mando del ejército a Moreau. El vencedor, Kray, fue ascendido rápidamente a Feldzeugmeister. La siguiente gran acción fue la batalla de Cassano el 27 de abril.